# Semjon Trofimovič Byčkov
Semjon Trofimovič Byčkov (rusky Семён Трофи́мович Бычко́в) (15. května 1918 osada Petrovka Voroněžská oblast, Sovětské Rusko – 4. listopadu 1946 Moskva, SSSR) byl vojenský pilot, Hrdina Sovětského svazu a letec ozbrojených sil KONR.

## Mládí
Narodil se v osadě Petrovka ve Voroněžské oblasti (gubernii). V mládí absolvoval lekce v leteckých klubech, které zúročil tím, že 5. listopadu 1939 ukončil Borisoglebskou leteckou školu V. P. Čkalova (rusky Борисоглебское авиационное училище имени В. П. Чкалова).

## Služba v Dělnicko-rolnické Rudé armádě
Do armády vstoupil 16. ledna 1939 službou u 12. záložního leteckého pluku.
30. ledna 1940 byl povýšen na podporučíka. Od 16. prosince 1940 byl mladším pilotem 42. stíhacího leteckého pluku, poté pilotem ve 287. stíhacího leteckého pluku. 
Na frontě byl nasazen od začátku války v roce 1941. Od 25. března 1942 byl povýšen na poručíka. Od 20. července 1942 byl v hodnosti nadporučík zástupcem velitele letky. 
V červenci 1942 stanul před vojenským soudem za zničení letadla při přistávacím manévru pod vlivem alkoholu. Při nehodě bylo letadlo zničeno a Byčkov málem přišel o život . Byl odsouzen na 5 let v táborech nucených prací. Podle aplikace poznámky dvě k článku 28 trestního zákoníku RSFSR mu byl výkon trestu odložen s možností osvědčit se další službou na frontě. 
Byčko se snažil osvědčit tak dobře, že již po třech měsících, 1. října 1942, mohl vojenský sovět vydat s přihlédnutím na jeho vojenské výkony a zásluhy v boji usnesení číslo 037/44 o zahlazení a prominutí trestu. Rozkazem vojsk Stalingradského frontu číslo 57/N ze dne 23. října 1942 byl poručík S. T. Byčkov vyznamenán Řádem rudého praporu za příkladné plnění bojových úkolů a osobní statečnost.
28. května 1943 byl povýšen na kapitána. Sloužil jako navigátor 937. stíhacího leteckého pluku, dále jako zástupce velitele 482. stíhacího leteckého pluku 322. stíhací divize. Dne 23. srpna 1943 byl rozkazem 15. letecké armádě č. 44/N vyznamenán druhým Řádem rudého praporu za příkladné plnění bojových úkolů.

Dne 2. září 1943 mu byl udělen titul Hrdina Sovětského svazu s Leninovým řádem a medailí Zlatá hvězda za osobní sestřelení 15 nepřátelských letadel, 1 sestřelení ve skupině, 230 bojových misí a 60 vzdušných soubojů. Ve zdůvodnění udělení titulu bylo uvedeno:
"Osvědčil se jako vynikající stíhací pilot kombinující odvahu a mistrovskou pilotáž. Do soubojů vstupuje směle a rázně, vede je v rychlém tempu, vnucuje svou vůli nepříteli a využívá jeho slabostí. Osvědčil se jako vynikající velitel a organizátor vzdušného boje."
Dne 10. prosince 1943 byl sestřelen německým protiletadlovým dělostřelectvem, zraněn a zajat.

## Služba v ROA
Němcům se ho podařilo identifikovat jako sovětské letecké eso, a proto němečtí vojenští lékaři věnovali jeho léčbě mimořádnou pozornost. Po vyléčení byl převezen do zajateckého tábora v Suwalkách, kde ho v únoru roku 1944 plukovník Viktor Malcev přesvědčil, aby se přidal na německou stranu. Podle jeho výpovědi u soudu k tomu byl donucen, podle jiných zdrojů bylo jeho zapojení dobrovolné.
Zpočátku pomáhal přeletům letadel z německých továren na polní letiště na východní frontě a později se účastnil protipartyzánských operací poblíž města Daugavpils. Podepsal také provolání pro zajaté sovětské letce, ve kterém je vyzýval ke vstupu do řad německých ozbrojených sil a boji s bolševismem. Jeho jméno bylo hojně využíváno v protisovětské propagandě, neboť se jednalo o Hrdinu Sovětského svazu, který přešel na stranu Třetí říše.
Po rozpuštění leteckého útvaru Ostland v září 1944 se podílel v Chebu na formování 1. leteckého pluku vzdušných sil KONR. Byl jmenován velitelem 5. stíhací perutě nesoucí jméno plukovníka A. A. Kazakova. Pod jeho velení spadalo 16 letounů. Dne 5. února 1945 byl povýšen do hodnosti majora KONR. V průběhu kariéry v ROA nebo německém letectvu nejsou doložena vzdušná vítězství.
Koncem dubna 1945 se vzdal vojákům 12. sboru 3. americké armády spolu s dalšími vlasovskými piloty a byl internován ve francouzském městě Cherbourg. Údajně také nabízel své služby americké armádě, ale byl odmítnut.

## Soud a poprava
V září 1945 byl na základě Jaltské dohody předán do rukou sovětských úřadů. U výslechů uváděl, že byl ke zradě donucen nátlakem a sváděl vše na svého spolubojovníka Bronislava Antilevského.
Dne 24. srpna 1946 byl souzen Vojenským tribunálem moskevského vojenského okruhu. Byl shledán vinným trestným činem podle §58-1b (vojenská zrada) sovětského trestního zákoníku a odsouzen k trestu smrti. Dne 25. srpna 1946 požádal Vojenské kolegium Nejvyššího soudu SSSR o udělení milosti. Žádost byla zamítnuta a rozsudek byl vykonán 4. listopadu 1946. 
Byl popraven ještě jako Hrdina Sovětského svazu, neboť mu tento titul a všechna další sovětská vyznamenání byla odebrána až 21. března 1947 výnosem Prezídia Nejvyššího sovětu.